# Хронология вторжения России на Украину (февраль 2023)
Данная статья является частью хронологии широкомасштабного вторжения РФ на Украину и описывает события, произошедшие в феврале 2023 года.

## Февраль

### 1 февраля

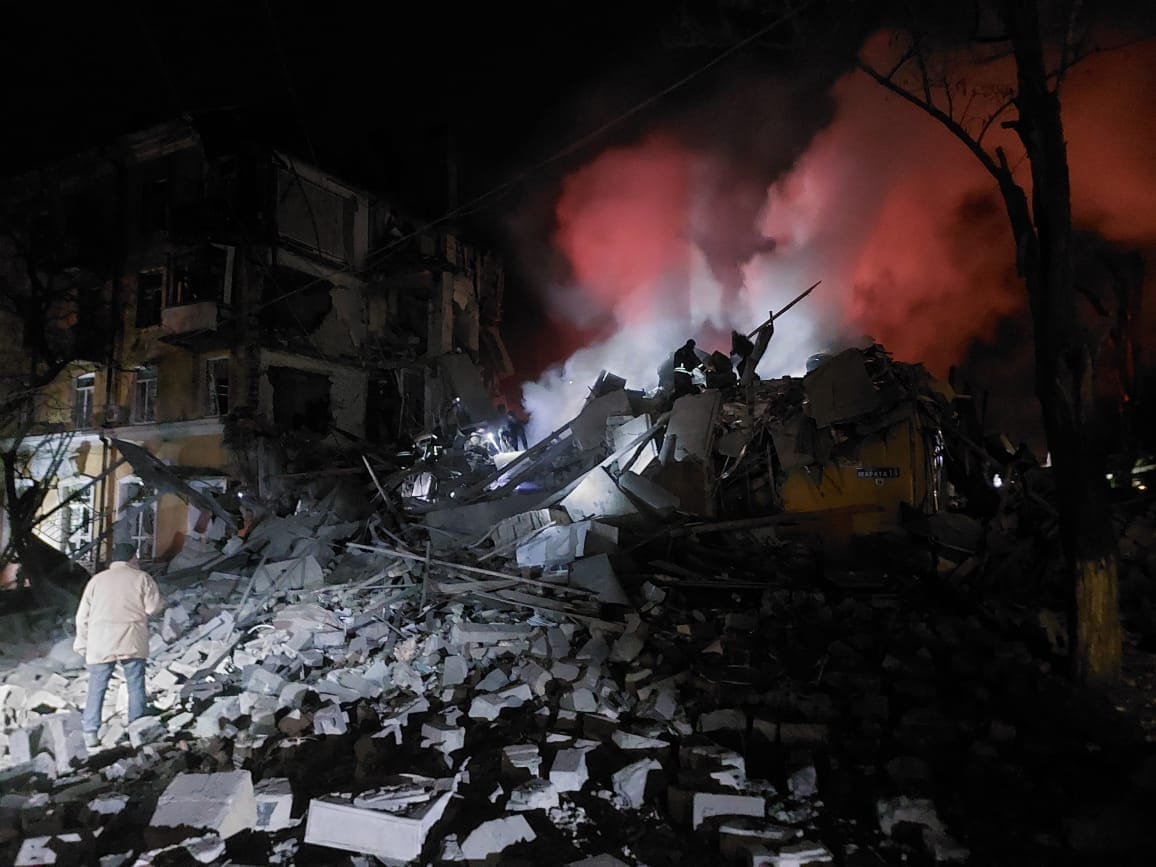
Дом в Краматорске после ракетного удара

Президент РФ Владимир Путин поставил приоритетную задачу перед Минобороны по ликвидации «самой возможности» обстрелов пограничных территорий РФ: Крыма, Белгородской, Брянской и Курской областей.
Вечером российским ракетным ударом был разрушен четырёхэтажный дом в центре Краматорска. Погибли 4 человека, ранены 18.

### 4 февраля
Обмен пленными: украинская сторона сообщила об освобождении 116 человек, а российская — 63.
В Борисовке (Белгородская область), по данным местных властей, после обстрела с украинской стороны загорелось предприятие — согласно местным источникам, завод мостовых металлоконструкций, производящий в том числе и конструкции для Крымского моста.
Власти США впервые решили передать на нужды Украины деньги, конфискованные у российского бизнесмена. Это 5,4 млн долларов, которые Константин Малофеев пытался в нарушение санкций перевести партнёру. Деньги решено передать Госдепартаменту «для поддержки народа Украины».
Канада ввела против нескольких российских журналистов, артистов и СМИ санкции за «распространение дезинформации и пропаганды».

### 5 февраля

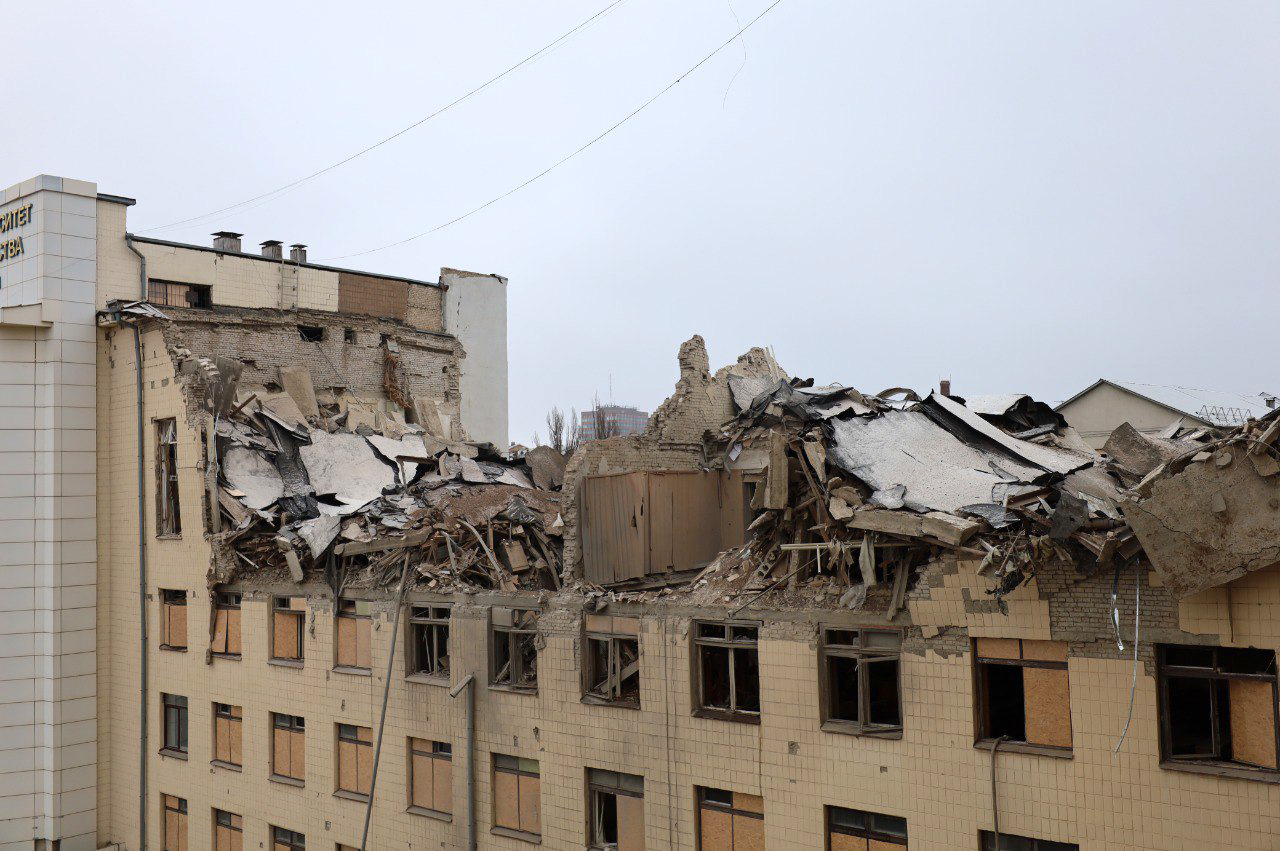
Харьковский национальный университет городского хозяйства после ракетного удара

The Wall Street Journal сообщил, что в Елабуге (Татарстан) власти России и Ирана собираются построить завод усовершенствованных иранских дронов-камикадзе Shahed-136, где планируют выпустить в ближайшие годы не меньше 6 тысяч дронов.
Начало действовать введённое в ответ на российское вторжение эмбарго Евросоюза на российские нефтепродукты, а также потолки цен на них со стороны Евросоюза, Большой семёрки и Австралии.
Утром в результате российского обстрела Харькова ракетами С-300 частично разрушен главный корпус Харьковского национального университета городского хозяйства и пострадал четырёхэтажный жилой дом поблизости. В Дружковке (Донецкая область) обстрелом повреждены многоэтажные дома и детский сад; ряд гражданских объектов попал под российский обстрел и в Херсонской области, в том числе в самом Херсоне.
Агентство Reuters привело заявление Министерства обороны России о том, что Украина готовит подрыв зданий в Краматорске в рамках операции под чужим флагом.

### 7 февраля
Министр обороны России Сергей Шойгу сообщил, что в январе текущего года  потери ВСУ составили 6 500 человек, 341 танк, 7 вертолетов, 26 самолетов. Также глава ведомства заявил, что за указанный период российские войска взяли под свой контроль ряд населенных пунктов: Благодатное, Клещеевку, Краснополье, Лобковое, Николаевку, Подгорное, Соледар.

### 10 февраля
Британская разведка сообщила, что российские силы продвинулись на северной окраине Бахмута на 2-3 километра на запад. Теперь ЧВК «Вагнер» контролирует местность около трассы М-03, ведущей в Бахмут.
Появились данные о крупных потерях России при попытке захвата Угледара: по информации британской разведки, вероятно, брошено не менее 30 неповреждённых бронемашин. Существуют данные, что потери понесла 155-я отдельная гвардейская бригада морской пехоты.

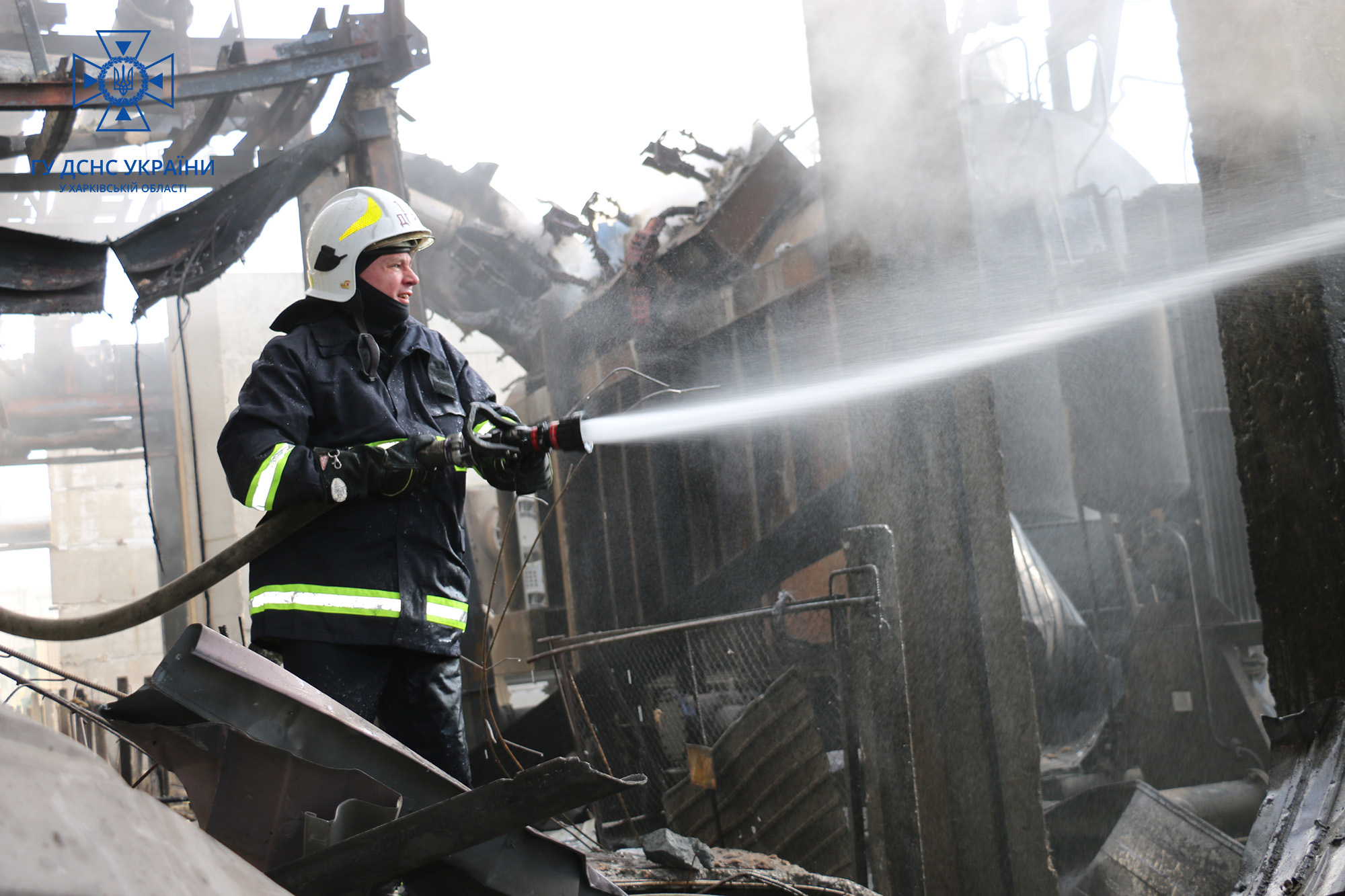
Тушение пожара после обстрела инфраструктурного объекта в Харькове

Российские силы ночью и утром нанесли удары по критически важным инфраструктурным объектам в нескольких областях Украины. По данным ВСУ, за сутки было выпущено 32 ракеты С-300, 74 крылатые ракеты, из которых 61 была сбита, а также нанесено 59 авиационных ударов, из которых 28 — с использованием дронов Shahed 136 (сбиты 22). По меньшей мере 17 ракет было запущено по Запорожью, что стало самым масштабным обстрелом города с начала войны. Согласно заявлениям региональных чиновников, также пострадали объекты критической инфраструктуры Хмельницкого, Харькова и Днепропетровской области. После атак на инфраструктуру украинские власти отдали приказ экстренно отключить электричество по всей стране. Одна из ракет пересекла воздушное пространство Молдовы, и МИД страны вызвал российского посла для объяснений.

### 11 февраля
Главком ВСУ Валерий Залужный впервые сообщил о том, что российские войска использовали против Украины морские надводные дроны, и выразил обеспокоенность в связи с этим. Накануне несколько телеграм-каналов опубликовали видео, на кадрах которого, как утверждается, зафиксировано поражение беспилотником опоры моста в районе Одессы. Как отметило «Радио Свобода», неизвестно, имел ли в виду Валерий Залужный эту атаку или были иные факты применения Россией надводных дронов.

### 12 февраля
Пресс-служба ЧВК «Вагнер» заявила о занятии посёлка Красная гора, находящегося недалеко от северных границ Бахмута.

### 16 февраля

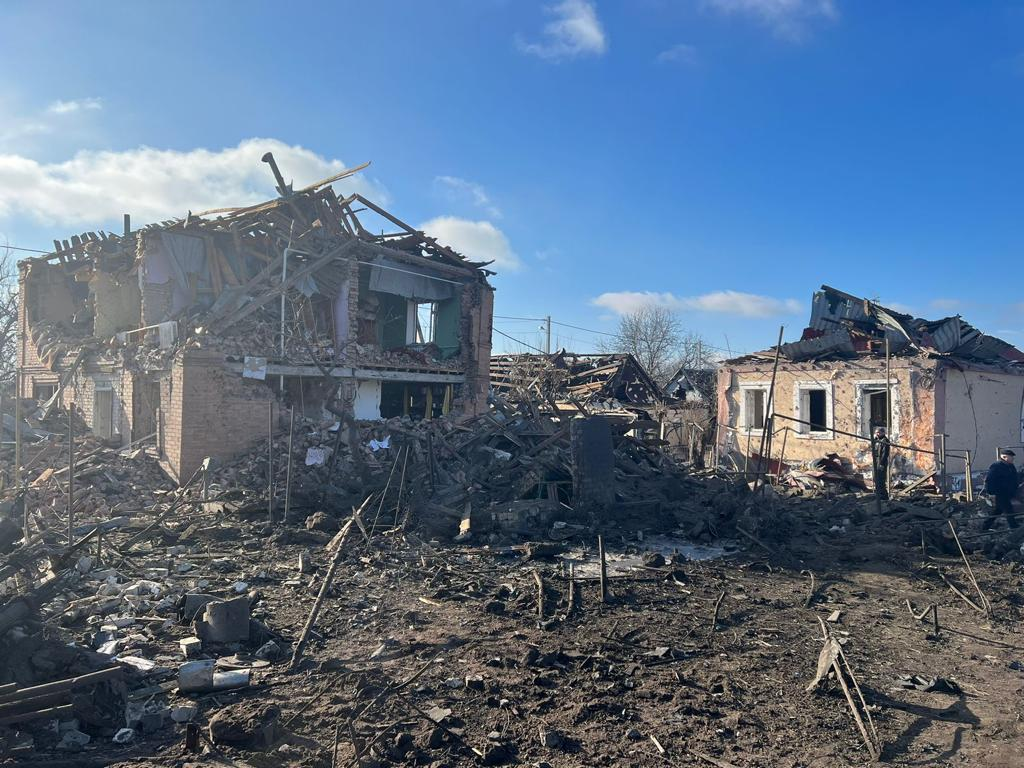
Дома в Павлограде после обстрела в ночь на 16 февраля

Ночью российские войска совершили очередной ракетный обстрел Украины. По данным ВСУ, было выпущено 36 ракет, из которых 16 удалось сбить. Было также нанесено 12 авиаударов и более 10 обстрелов из систем залпового огня. Повреждены объекты инфраструктуры в Полтавской, Львовской и Кировоградской областях. В Павлограде разрушены 7 домов частного сектора и повреждены ещё несколько десятков; один человек погиб, 7 или 8 пострадали. В Волчанске сообщается об одном погибшем и 6 раненых. Обломки одной ракеты (неуказанной принадлежности) упали в Молдове.
Национальный совет Словакии признал Россию «государством, поддерживающим терроризм», а российский режим — террористическим.
Украина и Россия обменялись пленными (по 101 с каждой стороны).

### 28 февраля
Владимир Зеленский сообщил о том, что ситуация с обороной Бахмута ухудшается. По его словам, ВС РФ уничтожают всё, что может быть использовано для защиты города. Лидер ДНР Денис Пушилин заявил, что практически все трассы, ведущие в Бахмут, находятся под огневым контролем вооружённых сил РФ.
За сутки в различных регионах России (Белгородская, Брянская, Московская области, Адыгея, Краснодарский край) зафиксировано падение нескольких беспилотников, в Туапсе произошёл пожар на базе «Роснефти». В Санкт-Петербурге примерно на час приостанавливали работу аэропорта «Пулково» (введение плана «Ковёр») из-за «неопознанного объекта, похожего на большой беспилотник», но позже официально объяснили приостановку учениями.